# Operacja Južni potez
Operacja Južni potez (tłum. Ruch południowy) – ostatnia operacja wojskowa armii chorwackiej podczas wojny w Bośni i Hercegowinie.
10 października 1995 Chorwaci  (przy wsparciu nalotów NATO) ostatecznie zdobyli Mrkonjić Grad, znajdujący się 23 kilometry od Banja Luki. Przez to Banja Luka znalazła się w zasięgu chorwackiej artylerii, a operacja umożliwiła Armii Republiki BiH zajęcie miasta Sanski Most. To skłoniło Serbów do podjęcia rozmów o pokojowym rozwiązaniu kryzysu w Bośni. Po porozumieniu w Dayton miasto Mrkonjić Grad zostało oddane Republice Serbskiej w zamian za korytarz do Goražde − enklawy muzułmańskiej we wschodniej Bośni.

## Masakra
Po zdobyciu Mrkonjić Gradu, Chorwaci zamordowali ponad 480 serbskich cywilów i jeńców wojennych. W kwietniu 1996 roku ekshumowano szczątki ponad 181 osób ze zbiorowej mogiły na cmentarzu prawosławnym. Później w tej okolicy odkryto też inne masowe groby.
Według Komisji ds. Oszacowania Szkód Wojennych, splądrowanych i spalonych zostało 3644 domów, a ponad 6000 budynków mieszkalnych zostało zniszczonych lub poważnie uszkodzonych. Na tej podstawie całkowite szkody oszacowano na 680 mln marek niemieckich.